# War Story
War Story es una película del 2014 dirigida por Mark Jackson quien anteriormente dirigió Without (2011). La película es protagonizada por Catherine Keener, Hafsia Herzi y Ben Kingsley. El guion fue escrito por Kristin Gore, la música por Dave Eggar, Chuck Palmer, Amy Lee y la cinematografía por Reed Morano. La película tuvo su estreno mundial en el Festival de Cine de Sundance 2014 el 19 de enero de 2014. La película luego se estrenó en el Festival Internacional de Cine de Róterdam de 2014.

## Premisa
Una fotógrafa de guerra, Lee va a Sicilia en lugar de ir a su casa en Nueva York, para olvidar que fue tomada como rehén en Libia. 
En Sicilia, se cruza con un antiguo amante que trata de ayudar a Hafsia, una joven emigrante que escapa a Francia.

## Críticas
La película recibió críticas negativas de los críticos, con un 47% en Rotten Tomatoes.

## Música
La música de la película fue escrita y hecha por Amy Lee, cantante de la banda americana Evanescence y Dave Eggar. El álbum de la banda sonora, Aftermath fue lanzado el 25 de agosto de 2014.

## Nominaciones
| Año  | Premio                                | Categoría   | Dado         | Resultado |
| ---- | ------------------------------------- | ----------- | ------------ | --------- |
| 2014 | International Film Festival Rotterdam | Tiger Award | Mark Jackson | Nominada  |